# Sarah Pinborough
Sarah Pinborough (Milton Keynes, 1972) es una escritora británica de ficción de terror. Sus obras han sido comparadas con las de Bentley Little, Richard Laymon y Dean Koontz. También ha escrito obras de literatura fantástica para niños, bajo el seudónimo de Sarah Silverwood. Es una muy activa entusiasta de Twitter, al punto de haber sido señalada como una de las más agudas y divertidas usuarias Twitter. Sarah ha sido una invitada habitual en las convenciones de género, tanto en Inglaterra como a nivel internacional, y también se desempeñó como presentadora de los premios de la British Fantasy Society 'Controversial 2011', en Brighton (costa sur de Inglaterra).

## Biografía
Sarah Pinborough nació en Buckinghamshire en 1972. Dado que su padre era diplomático, gran parte de su primera infancia la pasó viajando por Oriente Medio. Entre los ocho y los dieciocho años de edad, Pinborough vivió en un internado, y afirmó que esta vivencia influyó bastante en su escritura.
Después de un breve matrimonio, Pinborough decidió ser profesora de escuela secundaria y se entrenó para ello, al mismo tiempo que escribía algunas de sus novelas. 
Enseñó durante tres años en el Lord Grey School, y luego en Luton, se desempeñó como profesora en la Lea Manor High School. Con posterioridad también enseñó en Milton Keynes, en el establecimiento Walton High.
Las primeras publicaciones de Pinborough en Estados Unidos se concretaron a través de la editorial Leisure Books. También fue invitada a escribir y publicar para Gollancz Books, y fue así como se dio difusión a la trilogía 'The Dog-Faced Gods' : 'The London Chronicles' (donde usó el seudónimo Sarah Silverwood); 'Three fairytale novellas (Poison, Charm, and Beauty)'; 'The Death House'. También publicó para Gollancz Ltda así como para Harper Collins y otras casas editoras.

## Premios y nominaciones
- 2009: The Language of Dying (El lenguaje de morir), finalista del Premio Shirley Jackson, y al año siguiente, ganadora del premio British Fantasy' 2010 a la mejor novela corta.[20]
  - The Language of Dying en lo esencial es un monólogo, — o si se prefiere, un diálogo donde sólo se expresa una de las partes, si tal cosa existe —, entre el narrador, el hijo de cinco años, y el padre de la familia (este último que se está muriendo lentamente de un cáncer de pulmón, lo que desgarraba su cuerpo entero).[21][22]

- 2009: Our Man in the Sudan (Nuestro hombre en Sudán), finalista del Premio World Fantasy.[23][24][25]
  - Editor Stephen Jones described “Our Man in the Sudan” as “basically a zombie story in which the zombie NEVER appears. The whole horror unravels offstage through dialogue, hearsay and the reader filling in the gaps for themselves.” I kept that in mind when I read the story and it makes a difference. Maybe that’s a spoiler, but given the World Fantasy Award nomination and that Jones reprinted the story in his anthology The Mammoth Book of Best New Horror 20, there’s something happening below the surface of Sarah Pinborough’s story… (traducción al español: El editor Stephen Jones describe la obra “Our Man in the Sudan” básicamente como "una historia de zombies en la que nunca aparece ni un solo zombi. Todo el horror se desarrolla fuera del escenario expresado a través del diálogo y de rumores, y dejando que el propio lector sea quien complete por sí mismo, los huecos que vayan quedando." Guardar todo en la mente mientras se lee la historia, es lo que puede hacer la diferencia. Puede que en algún sentido esto eche a perder la historia, pero dada la nominación recibida al 'Premio Mundial de Fantasía' y dado que la obra fue incluida en la antología de Stephen Jones titulada 'The Mammoth Book of Best New Horror 20', bien puede que algo bueno se encuentre bajo la superficie de esta historia de Sarah Pinborough…).[26]

### De los editores 'Leisure Books' y 'Dorchester Publishing Company Incorporated'
- Títulos del género 'Terror':[27]
  - The Hidden, año 2004, ISBN 0843954809 y 9780843954807.[28]
  - The Reckoning, año 2005, ISBN 0843955503 y 9780843955507.[29]
  - Beeding Ground, año 2006, ISBN 0843957417 y 9780843957419.[30]
  - The Taken, año 2007, ISBN 0843958960 y 9780843958966.[31]
  - Tower Hill, año 2008, ISBN 0843960523 y 9780843960525.[32]
  - Feeding Ground, año 2009, ISBN 0843962933 y 9780843962932.[33]

### De la serie de televisión británicaTorchwoody de la editorialRandom House
- Into the Silence (Torchwood), editor 'BBC', 2009, ISBN 1846077532, 9781846077531.[34]

- Torchwood: Long Time Dead, editor 'Random House', 2011, ISBN 1446417190, 9781446417195.[35]

- The story Kaleidoscope en Consequences (Torchwood) 2009, Random House), ISBN 978-1846077845.[36]

- Pinborough también escribió historias cortas para la publicación Torchwood Magazine, entre ellas :
  - Happy New Year, n° 20;
  - Mend Me, n° 23.

#### Las series 'The Dog-Faced Gods'
Estas series luego fueron llamadas Forgotten Gods Trilogy al ser publicadas por Ace Books, y orientadas para su distribución como series de televisión.
1. A Matter of Blood (2010, Gollancz Books) (2013 Ace Books), ISBN 978-0425258460.[38]
2. The Shadow of the Soul (2011, Gollancz Books) (2013 Ace Books), ISBN 978-0425258484.[39]
3. The Chosen Seed (2012, Gollancz Books) (2013 Ace Books), ISBN 978-0425258507.[40][41]

Las series "The "Dog Faced Gods" están ambientadas en un mundo alternativo, en donde la Gran Bretaña de ese mundo no es una distopía, aunque no es muy diferente de un mundo vulgar y duro parecido al nuestro.

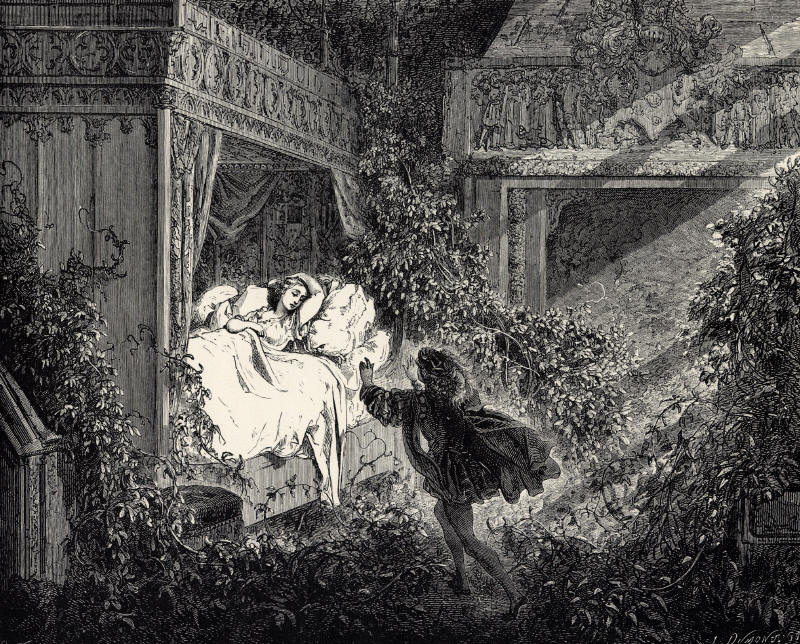
La bella durmiente o Sleeping Beauty, ilustración de Gustave Doré.

#### Las series 'The Fairy'
- Poison (abril de 2013, Gollancz Books), ISBN 978-0575092976.
  - Poison es una recreación moderna de 'Snow White story'.[18]
  - Reseña del editor: «Poison» is a beautifully illustrated re-telling of the Snow White story which takes all the elements of the classic fairytale that we love (the handsome prince, the jealous queen, the beautiful girl and, of course, the poisoning) and puts a modern spin on the characters, their motives and their desires. It's fun, contemporary, sexy, and perfect for fans of 'Once upon a time', Grimm, 'Sleeping Beauty', and more… ; Traducción de la reseña: «Poison» es una obra magníficamente ilustrada, recreación moderna de la historia de «Snow White» («Blancanieves»), en donde se encuentran presentes todos los elementos del clásico cuento que ha gustado a numerosas y sucesivas generaciones (el apuesto príncipe, la reina celosa, la hermosa jovencita, y por supuesto, el envenenaiento); la escritora británica retoma estos elementos, dándoles un giro moderno tanto a los personajes, como a sus motivos y deseos. La narración es divertida, moderna, atractiva, y seguramente captará el interés de quienes gustan de las historias del tipo 'Érase una vez', tales como por ejemplo 'La bella durmiente', 'Los doce cazadores', y otras muchas historias de los Hermanos Grimm…[18]

- Charm (julio de 2013, Gollancz Books), ISBN 978-0575093010.[43]
  - Charm es una recreación moderna de 'Cinderella story' ('Cenicienta').[43]
  - Reseña del editor: «Charm» is a beautifully illustrated retelling of the Cinderella story which takes all the much-loved elements of the classic fairytale (the handsome prince, the fairy godmother, the enchanted mouse, the beautiful girl and, of course, the iconic balls) and puts a modern spin on the characters, their motives and their desires… ; Traducción de la reseña: «Charm» es una obra magníficamente ilustrada, recreación moderna de la historia de «Cinderella» ('Cenicienta'), en donde se encuentran presentes todos los elementos del clásico cuento que ha gustado a numerosas y sucesivas generaciones (el hermoso príncipe, el hada madrina, el ratón encantado, la hermosa jovencita, y por supuesto, el fastuoso y animado baile); la escritora británica retoma estos elementos, dándoles un giro moderno tanto a los personajes, como a sus motivos y deseos…[43]

- Beauty (octubre de 2013, Gollancz Books), ISBN 978-0575093058.[44]
  - Beauty es una recreación moderna de 'Sleeping Beauty story'.[44]
  - Reseña del editor: «Beauty» is a beautifully illustrated re-telling of the «Sleeping Beauty» story which takes all the elements of the classic fairytale that we love (the handsome prince, the ancient curse, the sleeping girl and, of course, the haunting castle) and puts a modern spin on the characters, their motives and their desires. It's fun, contemporary, sexy, and perfect for fans of 'Once upon a time', Grimm, 'Snow White and the huntsman', and more… ; Traducción de la reseña: «Beauty» es una obra magníficamente ilustrada, recreación moderna de la historia de «Sleeping Beauty» («La bella durmiente»), en donde se encuentran presentes todos los elementos del clásico cuento que ha gustado a numerosas y sucesivas generaciones (el apuesto príncipe, la antigua y perversa maldición, la jovencita dormida pero no muerta, y por supuesto, el inquietante y misterioso castillo); la escritora británica retoma estos elementos, dándoles un giro moderno tanto a los personajes, como a sus motivos y deseos. La narración es divertida, moderna, atractiva, y seguramente captará el interés de quienes gustan de las historias del tipo 'Érase una vez', tales como por ejemplo 'Blancanieves', 'Los doce cazadores', y otras muchas historias de los Hermanos Grimm…[44]

### Otras novelas
- The Language of Dying (2009, PS Publishing) (2013, Jo Fletcher Books), ISBN 978-1782067542.[22][45]
  - The Language of Dying ('El Lenguaje de la Muerte') isn’t a book that I’d typically go out and look for. There are no wizards, a distinct lack of dragons, and swords are never wielded. And yet this book is about a battle, one that pits our protagonist against man’s greatest foe, a foe so stealthy, so devious that it can creep up on any of us or, as in this book, any loved one at any time. The book begins with our unnamed protagonist sitting beside her father’s bed considering how weak he has become in the short time since they found out lung Cancer had invaded his body. The book is written in first person, present tense and as if our protagonist was narrating her thoughts and feelings to her unconscious father (addressing the reader as ‘you’); the way I came to think of it was as though she is writing a letter to him to read when he reaches the afterlife… (traducción de la cita: El lenguaje de la muerte que en inglés se titula 'The Language of Dying', no es un libro que normalmente se busca, pues en él no hay ni magos ni dragones, y las espadas brillan por su ausencia. Y sin embargo, este libro trata de una batalla, una que enfrenta a nuestro protagonista contra el mayor enemigo del ser humano, un enemigo que de modo sigiloso, podría atacar e incluso vencer a cualquiera de nosotros o, como en esta narración, a cualquier ser querido en cualquier momento. La historia comienza con nuestro protagonista no particularmente identificado, que se sienta junto a la cama de su padre, observando lo débil que se ha puesto en el corto tiempo transcurrido desde que se enteraron que el cáncer de pulmón había invadido su cuerpo. El libro está escrito en primera persona y en tiempo presente, como si nuestro protagonista estuviera narrando sus pensamientos y sentimientos a su padre inconsciente (pero dirigiéndose al lector como "usted"); todo se pasa como si la protagonista estuviera escribiendo una carta al moribundo, para que éste la leyera cuando pasara a la otra vida…).[46]

- Mayhem (2013, Jo Fletcher Books), ISBN 978-1780871288.[47]
  - Mayhem es una novela de misterio que incluye lo sobrenatural como uno de sus ingredientes, y que se desarrolla en el Londres victoriano, en relación con los acontecimientos reales vinculados con los luego llamados asesinatos de los torsos del Támesis.[47]

- Murder (2013, Jo Fletcher Books), ISBN 978-1780872346.[48]
  - Murder es una secuela de Mayhem.[47][48]

- The Death House (2015, Gollancz), ISBN 978-0575096875.[49][50] Fue publicada en español bajo el título La casa de la muerte por el sello Runas de Alianza Editorial.[51]
  - Reseña del editor: This is an exceptional, contemporary, heart-breaking novel. Toby's life was perfectly normal… until it was unravelled by something as simple as a blood test. Taken from his family, Toby now lives in the Death House; an out-of-time existence far from the modern world, where he, and the others who live there, are studied by Matron and her team of nurses. They're looking for any sign of sickness. Any sign of their wards changing. Any sign that it's time to take them to the sanatorium. No one returns from the sanatorium. Withdrawn from his house-mates and living in his memories of the past, Toby spends his days fighting his fear. But then a new arrival in the house shatters the fragile peace, and everything changes. Because everybody dies. It's how you choose to live that counts… ; traducción de la reseña: La obra señalada es una novela excepcional, contemporánea, que rompe el corazón del lector. La vida de Toby era perfectamente normal… hasta que se alteró y deshizo por algo tan simple como un análisis de sangre. Su familia entonces lo tomó a su cargo, y ahora Toby vive en una casa de muerte, una existencia fuera del tiempo y lejos del mundo moderno, donde él y los otros que viven allí, son estudiados por la matrona y su equipo de enfermeras. Se busca cualquier signo de enfermedad, cualquier signo en las salas y en los pacientes, cualquier señal de que es hora de llevar al sanatorio a los afectados. Pero nadie vuelve del sanatorio. Retirado compulsivamente de su casa y alejado de sus compañeros, y viviendo ahora de sus recuerdos sobre el pasado, Toby pasa sus días luchando contra su miedo. Pero entonces, una nueva llegada a ese lugar infernal, hace añicos la frágil paz y el sosiego allí reinante, y todo cambia, dado que finalmente todo el mundo termina muriendo. Después de todo, lo que se cuenta es la forma elegida para vivir…[50]

- Behind Her Eyes (2017). Fue publicada en español bajo el título Detrás de sus ojos por Runas.[52]

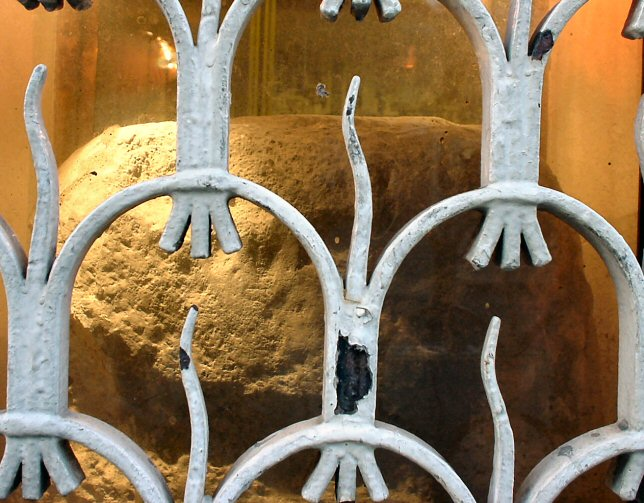
The London Stone o La piedra de Londres.

## Obras publicadas con el seudónimo Sarah Silverwood
Con el seudónimo de Sarah Silverwood, la autora escribió narrativa de ficción orientada al público joven y adulto-joven.

### Crónicas de Ninguna Parte
- The Double-edged Sword (2011, Gollancz), ISBN 0575095296 y 9780575095298.[55]

- The Traitor's Gate (2011, Gollancz), ISBN 978-0-575-09534-2.[56]
  - Reseña del editor: It's Christmas-time, and Finmere Tingewick Smith (Fin to his friends) is back in Orrery House, with Christopher, one of his two best friends. They're there for the Initiation of the new Knights of Nowhere. The boys have tried to find some normalcy after their recent adventures, but they're badly missing Joe. He's stuck in the Nowhere, guarding two of the Five Eternal Stories that weave all the worlds together; they're held inside his own body. In the Somewhere, Christmas is a time of glad tidings and gifts and goodwill, Christmas trees, carols and the celebration of good things. But there is no Christmas in the Nowhere, and in both worlds, things are not as settled as they look, for Justin Arnold-Mather is getting ready to make his move. In the Nowhere, something is moving through the streets, attacking people - random victims - and leaving them mad and disfigured. And in Orrery House, a tiny crack has appeared in the Prophecy table. The Prophecy is coming alive. The battle lines will be drawn between even the closest of friends, for the fight is on. The Dark King is rising… ; Traducción de la reseña: Se acerca la Navidad, y Finmere Tingewick Smith (abreviado Fin para los amigos) está de vuelta en la Casa Orrery, con Christopher, uno de sus dos mejores amigos. Están allí para la ceremonia de iniciación de los nuevos Caballeros de Ninguna Parte. Los muchachos han tratado de encontrar algo de normalidad después de sus recientes aventuras, pero se sienten mal al faltarles Joe, quien está retenido y atascado en Ninguna Parte, guardando dos de las cinco eternas historias que se tejen en todos los mundos; pero no se comparten esas historias dentro de sus propios cuerpos. En Algún Lugar, la Navidad es una época de buenas nuevas y de regalos y de paz a las personas de buena voluntad, lo que incluye árboles de Navidad, villancicos, y celebraciones de las cosas buenas. Pero en Ninguna Parte no hay Navidad, y en ambos mundos, las cosas no son lo que parecen, y la madre de Justin Arnold se prepara para hacer su movimiento. En Ninguna Parte, algo se mueve a través de las calles, atacando a la gente, haciendo víctimas al azar, y dejando a muchos locos y desfigurados. Y en la Casa Orrery, una pequeña grieta ha aparecido en la Tabla Profética. La Profecía vuelve a la vida, y las líneas de batalla se dibujan separando a los amigos más cercanos, para una lucha continúa. El Rey Oscuro está creciendo y fortaleciéndose…

- The London Stone (2012, Gollancz), ISBN 978-1780620671.[57]
  - Reseña del editor: The prophecy has come to pass. The London Stone has been stolen and the Dark King rules the Nowhere. Only Mona and the new Seer dare to stand against him, leading an underground rebellion in the frozen wasteland… but what chance do they have, against both the Army of the Mad and Arnold Mather's soldiers? There is still hope: if they can recruit a banished race to their cause, maybe Fin and his friends can force a final battle against the Dark King. But that aid will be hard-won, through an almost impossible quest, and even then there are no guarantees. It will come down to three friends, standing together against all odds. And fulfilling their destinies, whatever the cost… ; traducción de la reseña: La profecía se ha cumplido. La Piedra de Londres ha sido robada y el Rey Oscuro gobierna en Ninguna Parte. Sólo Mona y la nueva vidente se atreven a enfrentarse a él, lo que lleva a una rebelión bajo tierra en el desierto helado… pero ¿qué posibilidades tienen de vencer, al enfrentarse al ejército de los locos o al combatir a los soldados de Arnold Mather? Todavía hay esperanza : si es que pueden reclutar para su causa a una raza desterrada, entonces tal vez Fin y sus amigos puedan forzar una batalla final contra el Rey Oscuro. Pero esa ayuda será difícil de conseguir, pues la búsqueda se revela como casi imposible, e incluso en caso de lograrlo, no hay garantías de asegurarse el éxito. La ayuda quedará reducida a tres amigos, que se les unen contra todo pronóstico, y con ínfulas para enfrentar al destino, a cualquier precio…[57]

## Recopilaciones de historias cortas
- Waiting for October (2007, Dark Arts Books), una obra que combina historias cortas de autores tales como Sarah Pinborough, Adam Pepper, Jeff Strand, y Jeffrey Thomas, ISBN 978-0977968619.[58][59][60]

- Hellbound Hearts editado por Paul Kane y Marie O'Regan (2009, Pocket Books), en donde Pinborough contribuyó con el título "The Confessor's Tale", ISBN 978-1439140901.[61]

- Zombie Apocalypse! editado por Stephen Jones (2010, Running Press), en donde Pinborough contribuyó con los títulos "Diary Entry #1", "Diary Entry #2", "Diary Entry #3", ISBN 978-0762440016.[62][63][64]

- The Compartments of Hell, escrito conjuntamente con Paul Meloy en Black Static n.º 20, historia que presenta un ambiente de pos-apocalipsis, en donde los únicos sobrevivientes fueron los que eran activos consumidores de opiáceos.[65][66]

- House of Fear, antología de 'Haunted House', con historias editadas por 'Jonathan Oliver Publishing' (2011, Solaris Books), en donde Pinborough contribuyó con el título "The Room Upstairs", ISBN 978-1-907992-06-3.[67]

## Guiones para televisión
- En 2012, Pinborough escribió Old School Ties, un episodio de la serie titulada 'New Tricks' (drama policial).[68]

- En 2012 y 2013, también generó guiones para World Productions y ITV Global, actividad en la que pueden señalarse los títulos 'Fallow Ground' (1012) y 'M' (2013).[69][70]

- También corresponde destacar los títulos 'Red Summer' (2012) de 'Blind Monkey Pictures' y 'Cracked' (2012) de 'Festival Film & TV'.[70]

## Adaptaciones
El 1 de agosto de 2012, se anunció que el director Peter Medak estaba dispuesto y motivado para dirigir Cracked, cuyo guion estaría basado en la primera novela de Sarah Pinborough titulada The Hidden (en español: Lo oculto).

## Opiniones y críticas
- Wisely, Pinborough opts to build suspense subtly, rather than bludgeon readers with horrific imagery or buckets of gore, giving this nicely executed, surprisingly moving ghost story an old-fashioned feel in the best possible sense (traducción a español: Sabiamente , Pinborough opta por crear suspenso en forma sutil, en lugar de impresionar a los lectores con horribles imágenes o con charcos de sangre, dando así a sus historias de fantasmas giros inesperados en ambientación antigua en el mejor sentido que fuera posible) – Comentario sobre The Taken en 'Publishers Weekly'.[74]

- There are a lot of familiar elements here - small town in danger, ancient artefacts of power, with scripture and biblical beings co-opted into the mix… Pinborough deftly stage manages all of these favourite things, putting her own spin on the material and weaving a convincing back story that knits together scripture and mythology (traducción a español: Varios elementos comunes y familiares se reúnen aquí: pequeña ciudad en peligro, ancestrales mecanismos de poder y sometimiento con origen en referencias bíblicas… hábilmente Pinborough mezcla estos clásicos ingredientes temáticos, insertando su propia creatividad y su propio estilo en el material, y tejiendo una historia de fondo convincente combinando suspenso y mitología) – Comentario sobre Tower Hill (comentarista Peter Tennant) en 'Black Static'.[75]

- There is plenty going on at street level… Troubled policeman, Cass, the core of the novel, is trying to solve a series of linked student suicides in what is a very good police procedural… What we have is a violent and dark novel that packs a wild set of ingredients between its covers… It wobbles occasionally (an omniscient violin playing tramp?) but it never falls… A remarkable achievement (traducción a español: Mucha actividad y nerviosismo en las calles… agentes de policía en problemas… y en el núcleo de la novela, se está tratando de resolver una serie de suicidios de estudiantes vinculados con lo que es un buen procedimiento policial… Lo que resulta es una novela violenta, oscura, salvaje… Por momentos la trama se tambalea, pero nunca cae… Un escrito notable que interesará) – Comentario sobre The Shadow of the Soul (comentarista Jim Steel) en 'British Fantasy Society Journal'.[76]

- It might have been subtitled "Fifty Shades of White", or perhaps it could bear Mae West's classic line as a cover quote: "I used to be Snow White, but I drifted"; it's a slim, undemanding read, but loads of fun and very saucy with it (traducción al español: Podría haber sido titulada "Fifty Shades of White" ["Cincuenta tonos de blanco"], o tal vez podría haber quedado bien una cita en la portada tal como por ejemplo "I used to be Snow White, but I drifted" ["Usaba el color blanco nieve, pero en tonalidades muy cambiantes"]; redactada en estilo campechano y familiar, acercándose al lunfardo, permite una lectura fácil y poco exigente, y es muy divertida y entradora) – Comentario sobre Poison (comentarista David Barnett) en 'The Independent', 13 de abril de 2013.[77]

- "Charm" was a light and frothy concoction, entertaining and true to the source material but with a subtext dealing with how fairy stories distort our expectations of reality (traducción al español: "Charm" fue una luz y una mezcla espumosa, entretenido y fiel al material original, pero con un trasfondo de cómo aceptar y entender los cuentos de hadas, siempre con aspectos que se apartan de nuestras visiones de la realidad) – Comentario sobre Charm (comentarista Peter Tennant) en 'Black Static'.[43][78]

- In this chilling exploration of madness and evil, Pinborough excels at summoning up the bleak spirit of Victorian London’s mean streets and those forced to fight for survival there (traducción al español: La escritora en esta obra realiza una exploración profunda de la locura y el mal, sobresaliendo al evocar el espíritu sombrío de las calles del Londres victoriano, y obligando a los protagonistas a luchar por la supervivencia en dicho ambiente) – Comentario sobre Mayhem en 'Publishers Weekly'.[47][79][80]

- But anyone who comes to this book with their expectations wide open will find a beautiful novel, short, sharp and told with painful honesty, which I would say is the product of a writer at the very top of her game, were it not evident from the quality of her prodigious output that Sarah Pinborough still has a way to go before she comes anywhere close to peaking (traducción al español: Cualquiera que venga a este libro con expectativas de abrir de par en par sus misterios, encontrará una hermosa y breve novela, aguda e inteligente, y afirmó con honestidad que la misma es producto de un escritor que expresa lo mejor de su juego, si es que lo que acabo de indicar no resultara evidente, al constatar la calidad y la extensión de la prodigiosa producción de Sarah Pinborough, quien aún tiene un camino por recorrer antes de alcanzar lo máximo de lo que ella es capaz) – Comentario sobre The Language of Dying (comentarista David Barnett) en 'The Independent', 7 de diciembre de 2013.[21][81]

- British author Pinborough manages to make this deeply disturbing sequel to 2013’s Mayhem even bleaker and more unsettling than its predecessor… The author’s ingenuity in weaving her macabre plot becomes fully evident by the powerful, jaw-dropping end, and she skilfully instils fear in the reader even with innocuous phrases (traducción al español: La autora británica Sarah Pinborough logra transmitir y reambientar la obra 'Mayhem' —que en español significa 'Mutilación'— en una perturbadora secuela actualizada al año 2013, que resultó aún más sombría y más inquietante que su predecesora… el ingenio de la autora para tejer el nuevo y macabro enfoque, se torna evidente en el desenlace así como en la potencia de las situaciones que se plantean, incluso con habilidad infundiendo miedo en el lector aún con frases inocuas) – Comentario sobre Murder en 'Publishers Weekly'.[48][82]

- Lo que más me llama la atención y que considero un error, es el prefacio. Nada más comenzar, su autora ya nos deja claro que habrá continuidad para esta novela, y otro detalle, es que a lo largo de ese párrafo, no deja de justificar el enfoque que ha dado a su obra […] "Muchos de los personajes que aparecen existieron de verdad… pero me he tomado ciertas libertades con ellos, con su vida privada y personalidad". Evidentemente, esta aclaración podía habérsela salteado y optar por crear personajes ficticios, como hacen cientos de autores, aunque sus obras citen algún hecho real. Considero innecesario fantasear con la vida de personajes reales, como es el protagonista, el Doctor Thomas Bond, cuando ese médico gracias a sus méritos policiales, se ha hecho un hueco en la historia. Cabe recordar que Thomas Bond está considerado como uno de los primeros perfiladores criminales. […] La mezcla de ficción entre los asesinatos de Jack el Destripador y el asesino del torso, no la convierten en una novela única, es tan solo una obra más de ficción entre muchas, y sinceramente, no sé de dónde va a sacar para hacer su anunciada secuela. Todos los hilos quedan cerrados en cuanto a ficción se refiere, obviamente, al no encontrarse jamás al asesino, y al igual que ocurrió con Jack el Destripador, la leyenda creada alrededor de esos personajes da para mucho, y ya sabemos que la imaginación de los escritores es inadotable. […] – Comentario sobre El Segundo Asesino (traducción al español de la obra 'Mayhem') en 'Susurros de Bibliotecas'.[83][84]

- Los crímenes de Jack el Destripador han convertido Londres en un auténtico caos. Y resguardado a la sombra del asesino más famoso de todos los tiempos, uno aún peor ha cometido sus propios crímenes casi en secreto, al margen de las primeras páginas de los periódicos, con una crueldad inimaginable incluso para el más demente de los hombres. Este segundo asesino es más oscuro que el propio Jack, más imprevisible y, sobre todo, más frío. De hecho, ¿será posible que de algún modo los crímenes de Jack sean tan solo un efecto secundario de los de este monstruo? Esquisítamente ingeniosa, 'El Segundo Asesino' está muy por encima de otras novelas del género, gracias a la inteligencia narrativa de la autora y a su talento para recrear la atmósfera de la época.  – Comentario sobre El Segundo Asesino (traducción al español de la obra 'Mayhem') en 'Editorial La Colmena'.[85]